# Niels Madsen (biolog)
 Der er flere personer med dette navn, se Niels Madsen.
Niels Madsen (født 28. maj 1967) er professor i Marin biologi ved Institut for Kemi og Biovidenskab ved Aalborg Universitet, hvor han forsker og underviser i Marin biologi og teknologi og bæredygtig udnyttelse af akvatiske ressourcer. Niels Madsen blev kandidat i biologi ved Københavns Universitet i 1995. I 2000 fik han sin Ph.d. tildelt ved Aalborg Universitet. Tidligere har han været ansat ved Dansk Institut for Fiskeriteknologi og Akvakultur, Danmarks Fiskeriundersøgelser, Sektionsleder og professor (MSO) ved Institut for Akvatiske ressourcer under DTU.

Siden 2017 har han desuden været bestyrelsesmedlem ved Dansk Center for Havforskning og bestyrelsesmedlem i Fiskeafgifts Fonden. Han er også redaktør på det videnskabelige tidsskrift ”Fisheries Research” siden 2019. Han har siddet i adskillige internationale videnskabelige arbejdsgrupper under det Internationale Havundersøgelsesråd og EU Kommissionen.

## Notabelt arbejde
Niels Madsen har sat nationalt og internationalt præg på forskningen i udvikling af miljøskånsomme og bæredygtige fiskeredskaber. Han opbyggede dette forskningsfelt i Danmark og har været arkitekt bag udviklingen og implementering af selektive fiskeredskaber, i flere af EU's fiskeri gennem de seneste 20 år, som har været medvirkende til at gøre EU's fiskerier mere bæredygtige. Disse områder dækker bl.a. Nordsøen, Østersøen, Kattegat og Skagerrak.

Han har desuden deltaget i adskillige internationale ekspertgrupper i EU regi samt i Det Internationale Havundersøgelses Råd (ICES).